# Острова в небе
«Острова в небе» (англ. Islands in the Sky) — научно-фантастический роман Артура Кларка, опубликованный в 1952 году. На русском языке впервые опубликован в сокращённом переводе Ю. Яновского с иллюстрациями Л. Рубинштейна в 1959 г. Полный перевод был впервые издан лишь в 2009 году издательством «Эксмо». Роман писался для детей и подростков.

## Сюжет
Подросток Рой Малкольм победил в телевизионной викторине, организованной при поддержке «Всемирных авиалиний». В качестве приза можно было выбрать путешествие в любую точку Земли. Рой давно мечтал о полёте в космос, поэтому он с юридической поддержкой своего дяди-адвоката воспользовался особенностями законодательства, чтобы добиться путешествия на Ближнюю станцию, расположенную на высоте 800 км над Землёй.
Прибыв на станцию, Рой знакомится с командором Дойлом и стажёрами, к которым его временно приписывают. Он знакомится с жизнью на станции, привыкает к постоянной невесомости, посещает вместе со стажёрами «Утреннюю звезду» — первый космический корабль, на котором люди облетели Венеру, оставленный после полёта на орбите Земли в качестве наглядного пособия для стажёров с Ближней станции. Также Рой успел поучаствовать в съёмках нового фантастического фильма, съёмочную команду которого из-за секретности съёмки некоторые стажёры чуть не приняли за космических пиратов.
Размеренный ритм жизни станции был прерван тяжёлой болезнью одного из прибывающих на Землю пассажиров, которого срочно необходимо было доставить на Космический госпиталь — медицинскую и исследовательскую станцию на более высокой орбите, чем Ближняя. Так как подходящих для транспортировки кораблей не было в тот момент времени, командору Дойлу с несколькими стажёрами пришлось использовать «Утреннюю звезду». Рой спрятался на корабле, чтобы полететь вместе с командором и посетить ещё одну космическую станцию. В Космическом госпитале отважной команде Дойла устроили тёплый приём, стажёрам организовали экскурсию по станции, показали биофизическую лабораторию, где учёные в условиях невесомости выращивали огромные экземпляры земных животных, например, гидр и мух-дрозофил.
Обратно стажёры возвращались уже не на «Утренней звезде», а на более современном челноке. Однако полёт пошёл наперекосяк: сначала заклинил кислородный клапан и экипаж чуть не задохнулся, потом пилот, на внимательность которого плохо повлияло кислородное голодание, неправильно задал курс судна. В результате челнок полетел в сторону Луны и вышел на окололунную орбиту. Топлива на возврат не хватало, однако лунной катапультой на орбиту был заброшен бак с топливом, который и спас команду Дойла. Челнок вернулся на околоземную орбиту и состыковался с одной из ретрансляционных станций, что позволило Рою осмотреть ещё одну космическую станцию.
Вскоре после возвращения на Ближнюю станцию космическое путешествие Роя подходит к концу. Он прощается со стажёрами и перебирается на Жилую станцию, на которой создано искусственное тяготение для привыкания прибывающих на Землю гостей к земной силе тяжести. На этой станции он знакомится с семьёй Муров — марсианских колонистов, прилетевших на Землю, чтобы дать своим детям хорошее образование. Вместе с Мурами и другими пассажирами Рой возвращается на Землю на земном челноке. Уже на Земле Рой осознаёт, что в дальнейшем хочет побывать на других планетах, а Ближняя станция — лишь первая веха в его путешествии.

## Интересные факты из книги
- время действия романа — вторая половина XXI века, примерно в 2080 г.;
- оптимальным местом для земного космопорта оказались горы Новой Гвинеи, откуда главный герой и начал своё космическое путешествие;
- в 2054 году была принята конвенция, согласно которой законные права любой планеты распространяются на высоту до тысячи километров над её поверхностью;
- США являются членом Атлантической федерации, кроме которой упоминаются ещё два государственных образования: Паназиатский союз и Тихоокеанская конфедерация;
- межпланетные корабли не садятся прямо на Землю, а прибывают на Ближнюю станцию, где их заправляют и проводят техосмотр;
- первый пилотируемый облёт Венеры по Кларку был совершён в 1985 году;
- челнок, на котором стажёры добирались до «Утренней звезды», назывался «Космическим жаворонком» в честь какого-то научно-фантастического рассказа — видимо, имеется в виду «Космический жаворонок» (1928) Э. Э. Смита;
- первый фантастический фильм, действие которого разворачивается среди звёзд, а не в межпланетном пространстве, снимается лишь во время действия романа;
- крупнейший космический корабль, принадлежащий киностудии «Двадцать первый век», назван в честь Орсона Уэллса;
- на геостационарной орбите расположены три ретрансляционные станции, обеспечивающие функционирование глобальной системы связи, и эта идея — важнейший вклад Кларка в развитие технологий;
- также космические станции используются для прогнозирования погоды — три метеорологические станции позволяют полностью охватить земную поверхность (это также одна из идей Кларка, реализованная в дальнейшем в виде системы метеорологических спутников);
- космические станции в основном состоят из материалов, привозимых с Луны, а не с Земли, ввиду меньших расходов на доставку;
- первая экспедиция на Меркурий, в составе которой был командор Дойл, обнаружила на ночной стороне планеты живых существ, питающихся неустановленными минералами;
- в кратере Гиппарх построена восьмикилометровая электромагнитная катапульта для доставки топлива кораблям на окололунной орбите.

## Приём критиков
Редакторы Энтони Бучер и Фрэнсис Маккомас похвалили роман как «правдоподобное и точное во всех деталях фантастическое путешествие».

## Публикации
- Ночь у Мазара. — Л.: Государственное издательство Детской литературы Министерства просвещения РСФСР, 1959. — 614 с. — 30 000 экз.
- Артур Кларк. Пески Марса. — М. , СПб.: Эксмо, Домино, 2009. — 480 с. — (Звезды фантастики). — 3000 экз. — ISBN 978-5-699-32299-2.
- Артур Кларк. Пески Марса. — М. , СПб.: Эксмо, Домино, 2009. — 688 с. — (Весь Кларк). — 5000 экз. — ISBN 978-5-699-38932-2.